# تريشيا سوندرز
تريشيا سوندرز (بالإنجليزية: Tricia Saunders)‏ هي مصارعة الهواة أمريكية، ولدت في 21 فبراير 1966 في آن آربر في الولايات المتحدة.

## وصلات خارجية
- تريشيا سوندرز على موقع قاعدة بيانات المصارعة الدولية (الإنجليزية)